# Lumír Olšovský
Lumír Olšovský (* 3. července 1973 Opava) je český činoherní a muzikálový herec a dabér. Od roku 2016 vedoucí souboru muzikálu plzeňského Divadla Josefa Kajetána Tyla.

## Profesionální kariéra
Svou kariéru odstartoval po studiu na ostravské konzervatoři, kdy byl angažován do Divadla Vítězslava Nezvala v Karlových Varech. Později nastoupil do Divadla za branou II k režisérovi Otomaru Krejčovi. Po krátkém období bez zaměstnání nastoupil v roce 1996 do Hudebního divadla Karlín, kde začal svou muzikálovou kariéru.
Jeho první muzikálovou rolí byl Jelenský v muzikálu Superhvězda Mařenka. Brzy získával další a větší role v moha známých dílech, zejména pak Jerry/Dafné v Někdo to rád horké, za kterou byl nominován na Cenu Thálie 1997. Cenu Thálie však získal až v roce 2001 za Cosmo Browna ve Zpívání v dešti. Poté odešel z karlínského angažmá na „volnou nohu“ a vytvořil například titulní roli v muzikálu Kristián podle stejnojmenného filmu s Oldřichem Novým. Později začal znovu účinkovat v Hudebním divadle v Karlíně. V průběhu let se pro své všestranné schopnosti stal jedním z nejžádanějších a nejobsazovanějších českých muzikálových herců.
Krom muzikálů se ale stále objevuje i v činoherních inscenacích, zejména na zájezdech. Krom své herecké práce se věnuje i dabingu (Disneyho Tarzan, Andělé v Americe, ad.). Je autorem dílka Knihovna a muzikálové komedie Den na zkoušku (2005 s Monikou Absolonovou, Laďkou Něrgešovou, Radkem Valentou a Janem Maxiánem.).
Pracuje také v televizi: moderoval pořad Prima jízda, Scénky na scénu na televizi Nova a další. Hrál v seriálech Pojišťovna štěstí (David Roberts), Letiště (Libor Havlín), a také hrál i v seriálu Ošklivka Katka na TV Prima, kde hrál módního návrháře. Konečně, účinkoval i ve filmu: menší role v Účastnících zájezdu a Kameňáku 3.

## Soukromý život
V roce 2010 uzavřel registrované partnerství s divadelním historikem Pavlem Bárem, ve vztahu jsou už od května 2001.

## Role

### Divadlo Vítězslava Nezvala Karlovy Vary
- Karel Hašler – Je libo Hašlerky, 1991
- Percinet – Romantikové, 1991
- Des Grieux – Manon Lescaut, 1991
- Joe – Limonádový Joe, 1992
- Švanda – Strakonický dudák, 1993

### Divadlo za branou II a III
- Spizzi – Obři z hor, 1994
- král Alfonso VIII – Židovka z Toleda, 1995

### Hudební divadlo Karlín
- Jaroslav Jelenský – Superhvězda Mařenka, 1996
- Barnabáš Tucker – Hello, Dolly!, 1996
- Frank Collins – Sny z Nového Yorku, 1997
- Jerry/Dafné – Někdo to rád horké, 1997 (nominace na Cenu Thálie 97)
- Jean-Michel – Klec bláznů, 1998
- bankéř Justic – Anděl s ďáblem v těle, 1998
- Niko – (Řek)Zorba, 1999
- Cosmo Brown – Zpívání v dešti, 2001 (Cena Thálie 2001)
- Chino – West Side Story, 2003
- Pešek Hlavně a král Petr Cyperský – Noc na Karlštejně, 2004
- Roger De Bris – Producenti, 2006
- Joe – Limonádový Joe, 2007
- Aaron Fox – Vražda za oponou, 2011

### Další role
- Zahradník Pecka – Talisman, 2002, Divadlo na Vinohradech
- Kristián – Kristián, 2002, Národní divadlo Brno
- Muž – Miluju tě, ale, 2003, Palác Blaník
- Trevor Greeden – Hledá se muž – Zn.: Bohatý, 2006, Divadlo Na Fidlovačce
- Robert Anderson – Jack Rozparovač, 2007, Divadlo Kalich

### Filmové role
- Hugo „Pipinka“ Wagner – Ošklivka Katka, 2008–2009